# Poldévie

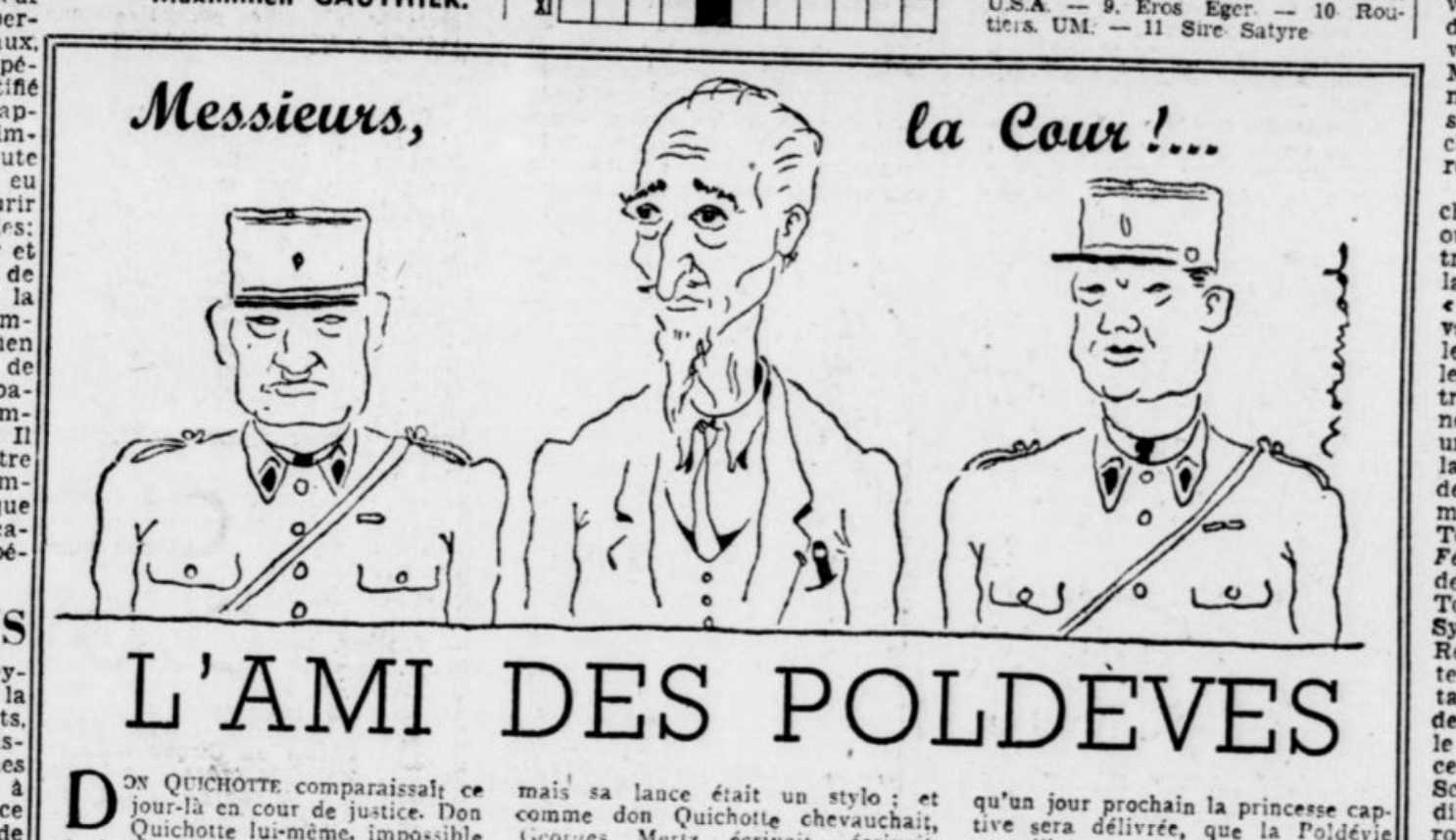
Référence à la Poldévie glissée dans le périodique Gavroche du 25 avril 1946.

La Poldévie (ou Poldavie chez certains continuateurs) est un pays imaginaire, né d'un canular monté par l'Action française en 1929.

## Historique

### Canular
À Paris en mars 1929, des députés de gauche (tous avaient voté contre les congrégations missionnaires lors d'un récent débat) reçurent un appel leur demandant d'intervenir en faveur des malheureux Poldèves opprimés. La capitale du pays s'appelait Cherchella ; la lettre était signée : Lineczi Stantoff et Lamidaëff. Derrière ces patronymes pseudo-slaves on pouvait lire à voix haute : « l'inexistant » et « l'ami d'AF (Action française) », l'instigateur de cette mystification étant Alain Mellet, journaliste et membre de L'Action française de Charles Maurras.

### But
Ce canular avait pour but de ridiculiser la représentation républicaine (députés). Si les députés de gauche et anticléricaux furent visés, Alain Mellet lui-même le reconnaît : « la pêche eût été aussi poissonneuse dans les rangs de la droite républicaine. »
Les lettres paraîtront en volume durant les années 1930 sous le titre Intelligence et parlement. Le Drame Poldève.

## Lettres

### Premier tour
Le canular d'Alain Mellet débuta le 18 mars 1929 par l'envoi d'une lettre ronéotypée dont voici le contenu.

« Comité de Défense Poldèves 18 mars 1929
Honoré Monsieur le Député,
C'est un cri à votre pitié et à votre justice que nous faisons entendre en vous suppliant de laisser toute votre attention sur les choses qui suivent.
En plein XXe siècle de lumière et de Droit, près de cent milles infortunés poldèves, esclaves modernes, halètent sous le joug de quelques dizaines de grands propriétaires terriens.
Femmes, vieillards, enfants (parce que les hommes travaillent dans les usines et dans les entreprises agricoles d’autres pays) mènent une vie misérable de bête. Aucun secours pour eux si la délivrance ne vient pas de la conscience mondiale que nous venons chercher dans votre cœur !
Certainement, nous ne sommes pas les amis des républiques soviétiques, surtout l'Ukraine par qui nous avons eu trop de souffrances, mais un pareil état de vie ne serait pas possible chez eux depuis la révolution.
Donc, honoré Monsieur le député, nous venons vous dire : aidez-nous ! Nous ne demandons par le plus petit secours en argent, mais seulement votre éminent appui moral par une lettre pour notre dossier que nous voulons présenter le mois prochain à la troisième sous-commission de la commission des droits des minorités de la Société des Nations.
Dans ce commencement de XXe siècle qui a vu éclater grandiosement le triomphe de la paix perpétuelle et de la fraternité à toujours, il faut effacer les dernières tâches immondes. La France de 1793, qui avec son glaive flamboyant a piétiné les tyrans et les rois, peut nous arracher entre les griffes des grands propriétaires affamés de sang poldèves !
Oh ! Merci, Honoré Monsieur le Député, pour votre réponse qui ira à Genève avec celle des autres collègues du parlement de la grande France de la révolution !
Pour le Comité de Défense Poldèves :
Lyneczi Stantoff
Lamidaëff »

À ce premier courrier, seuls quatre députés répondirent : Pierre Cazals, Camille Planche, Charles Boutet et Armand Chouffet.

### Second tour
Alain Mellet et ses comparses décidèrent d'envoyer une seconde missive, plus émouvante encore. Cinq députés répondirent, mais d'autres demandèrent de la documentation.

### Derniers instants
« Comité de Défense Poldèves le 4 avril 1929
Honorés Monsieur le Député,
Quinze jours déjà nous avions cru permis de frapper à votre conscience pour protestation contre les infamies que souffre la nation Poldève. Hélas ! Les événements ont marché ! Marché ! La révolte se fait dans deux districts déjà. Alors, pour reprézailles, la bourse du travail de Tchercherlla a été incendiée par des sanguinaires comme les fascistes d’Italie. Un cent de nos pauvres frères esclaves ont vu la mort, transpercé par la soldatesque des grands bourreaux propriétaires terriens. Il y a des filles qui ont vu la violation. Et tout cela sans jugement ! Sans jugement ! En France, quelle est l’agence de nouvelle qui a dit ces choses? La France du refuge des proscrits paraît sous le joug méchant du parti de réaction.
Notre peuple n’est pourtant pas un inconnu pour la grande France de jadis ! Rappelez-vous des lettres de Voltaire à Constance Nepuska… C’est sous la conscience élevée du grand penseur, toujours pour les petits contre les grands, que nous plaçons notre détresse. Ah ! Nous sommes vraiment abandonnés. L'Evêque poldève n’a rien fait du tout, on dirait qu’il n’existe pas ! Seuls les honorés collègues Planche, Boutet, Chouffet, et Cazals ont répondu à notre première lettre: qu’ils sont bons ! Et comme nous leur prouverons bientôt notre reconnaissance ! Mais quatre c’est trop peu pour enreyer le sang qui coule ! De grâce, aidez-nous ! Sauvez-nous !
De grâce ! Nous traînons vos pieds à notre malheur ! Nous ne demandons pas le plus petit secours en argent. Mais, vite envoyez-nous la protestation pour notre dossier pour la troisième sous-commission de la commission du droit des minorités de la Société des Nations !
Il faut tarir l’écoulement du sang poldève !
MERCI ! MERCI !
Pour le comité de défense poldève :
Lyneczi Stantoff
Lamidaëff
Adresser les réponses à L. Stantoff, etc. »

À cette demande de documentation, ils répondirent alors le 13 avril alors que les premiers articles relatant l'affaire avaient commencé à paraître dans L'Action française.

« Comité de Défense Poldève Paris le 12 avril 1929.
Monsieur Georges Richard,
Député
Honoré Monsieur le député,
Merci pour votre lettre ! Vous demandez la documentation. En voici un petit peu.
Sur l’histoire de notre malheureux peuple, il n’y a rien de sûr avant l’an 1000. Après sa conquête de Malte, Charles le téméraire, ambitieux, voulait la couronne de roi des poldèves, mais Charles Quint s’opposa. Le malheureux peuple tomba alors, pendant près de deux siècles, sous la domination horrible des Hohenstaufen qui essuyèrent sur eux les premiers canons.
Un héros national, d’origine israélite, Gellé-Foâ, leva l’étendard pour l’indépendance. Avec l’aide de la France généreuse, qui envoya le colonel général Mellet, tandis que l’Angleterre envoyait l’amiral C.D. Bynn, il y gagna la bataille sanglante de Tanphepa. Malheureusement il fut tué et après sa mort les aristocrates prennent pouvoir, les terres, et écrasent les paysans et ouvriers. Ils étaient catholiques de l’hérésie moracique, -- tandis que le peuple évangélisé par les prêtres luthériens Cimon et Jézipe, venu chez nous pour échapper le massacre des Vêpres siciliennes, étaient protestants et israélites. Pour manger, il fallait, les pauvres gens, aller au confessoire et à la messe !…
Bien plus ! En 1729, à la suite d’élections très mauvaises à la diète nationale, un autre héros national essaya de lever tous les pays. Ce fut Illis, un homme de noblesse, rallié dans les idées de l’affranchissement.
Abandonnant son titre de Kher (Kher, en poldève, veut dire « seigneur », Khô ou Khôn, candidat au suffrage populaire), donc Illis leva des bandes. Ce sont ces bandes de candidats, plusieurs fois victorieuses et finalement écrasées, qui ont laissé trace dans les pages vengeuses de Voltaire a la Napuska.
Aujourd’hui, c’est une famille étrangère, les marquis d’Odde-Helléon, qui possède un quart du pays ! Pendant que leur vassal meurt de faim ! Assassins ! Assassins !
Tout ceci est bien bref, honoré Monsieur, mais le temps presse ! Nous ajoutons pourtant que le grand sculpteur Littonguem, auteur de la fameuse statue Marceau a Rennes, était directement d’origine poldève. Poldève aussi, la propre belle-mère de notre grand Musset….
C’est pour le peuple éternellement martyr, plus aujourd’hui que jamais, et qui pourtant ne voudrait pas mourir sans avoir vécu ! Que nous venons supplier la protestation pour le dossier. La troisième sous-commission de la commission des droits des minorités de la Société des Nations. Plusieurs douzaines honorés collègues ont déjà répondu, parmi qui est le président éminent Cazals du grand parti radical.
Merci encore, honoré Monsieur le député, merci !
Pour le comité de défense poldève :
Lyneczi Stantoff
Lamidaëff.
P.-S.—le grand dossier généreux va partir mardi. »

Huit autres lettres furent envoyées.

### La fin, telle qu'A. Mellet la présente
« Fin avril, nous avons croisé le secrétaire d’un député qui, comme beaucoup de secrétaires, est plus futé que son seigneur et maître.
-- Méchant, nous dit-il, vous nous l’aviez envoyé à nous aussi !
Et d’ajouter sans façon : “si j’avais su que c’était vous, ce que j’aurais laissé le patron répondre !”
Quinze jours plus tard, ce fut la rencontre d’un vieil ami ! Un vieil ami, disons-nous, puisque nous nous connaissons depuis l'an de grâce 1897, époque à laquelle nos deux jeunesses rêvaient Marine ensemble sur les bancs des pères de Jersey.
Or depuis ce temps et en dépit de l’éducation reçue, cet ami est devenu un des plus enragés mangeurs de curés que porte actuellement la planète ronde.
X… a une très grosse situation en bordure du parlement qu’il connaît comme pas un. Si la vieille gauche radicale et maçonnique était tout à fait au pouvoir, X… se verrait offrir de très hautes places…
— Tu as eu tort, cria-t-il du plus loin qu’il nous aperçut, tu as eu tort !
— Évidemment, de ton point de vue. Surtout étant donné le mode de sélection de mes victimes…
— Mais non. Écoute. Si tu m’avais averti, je t’aurais donné des noms. Tiens, Untel… Et puis, Choses.
Il en vint ainsi une bonne quinzaine. C’est encore des noms de radicaux…
Oh ! Nous ne prétendons pas que les travées de gauche aient le monopole des imbéciles ! C’est tout de même par-là que les fonds sont plus poissonneux et il y a là-dessus un mot terrible de Monsieur François-Albert… Cependant nous n’aurions pas tendu inutilement nos lignes dans les eaux du centre et de la droite si le geste en avait valu la peine. Mais quoi ! Les victimes, dans ces eaux-là, n’auraient guère été que pauvre chose flottante, atteinte de cette Kérillusion qui est au lecteur de l’Echo de Paris ce que la tavelle est à nos poires, et ces gens-là sont morts d’avance.
Nous ne ramassons pas le poisson mort… »

## Jeux de mots

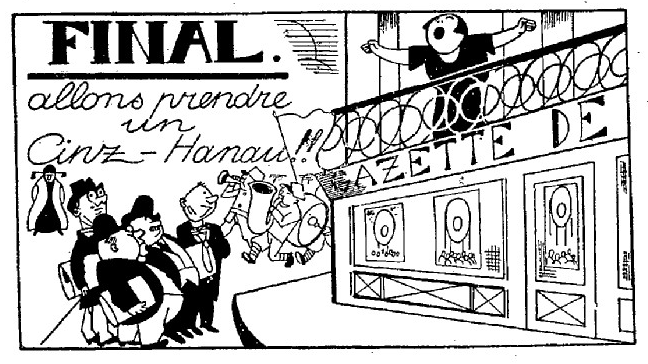
Dessin humoristique de 1930 sur le canular de la Poldévie.

Voici quelques références dissimulées derrière les noms :
- Gellé-Foâ : « j'ai les foies » ;
- Général Mellet : l'auteur du canular, qui souhaitait déclencher une « mêlée générale » ; c'est sans doute aussi une allusion discrète à la conspiration du général Malet ;
- C.D. Bynn : « se débine » ;
- Tanphepa : « t'en fais pas » ;
- Tcherchella : « cherchez-la ». Nom possiblement inspiré de la localité bulgare de Tchertchélan (Oblast de Pleven).
- Hérésie moracique : « maurrassique », référence à Charles Maurras et l'Action française récemment condamnée par le Vatican (1926) ;
- Cimon et Jézipe : Hégésippe Simon, nom d'un canular précurseur datant de 1913-1914, créé par Paul Birault ;
- Illis : associé au titre « Ker », devient « Kerillis », homme politique de l'époque, Henri de Kérillis, appartenant à la droite nationale ;
- Khô ou Khôn : « con » ;
- Voltaire : référence à un représentant de la philosophie des Lumières (à laquelle s'opposait violemment l'Action française) souvent cité dans la genèse républicaine de l'anticléricalisme. Cette allusion permet également d'inscrire les Poldèves dans l'Histoire et donner un gage de moralité ;
- Marquis d’Odde-Helléon : Léon Daudet, rédacteur en chef de L'Action française à partir de 1908 et membre éminent du mouvement ;
- Sculpteur Littonguem : louchébem du nom de famille « Guitton », Marcel Guitton étant un membre moins en vue du parti ;
- Statue Marceau à Rennes : Alain Mellet était rennais ;
- Belle-mère de notre grand Musset : référence ironique à Alfred de Musset. L'Action française était profondément anti-romantique (d'ailleurs, Maurras avait écrit Les Amants de Venise – George Sand et Musset en 1902, ouvrage critiquant avec virulence le romantisme de ces deux écrivains). Cette allusion permet aussi d'enraciner le canular dans l'Histoire.

## Allusions et échos au canular

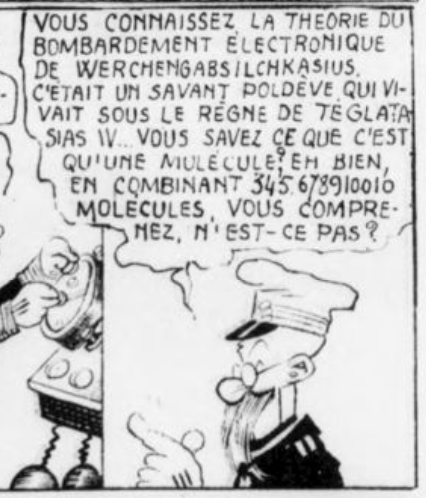
Référence à la Poldévie dans le périodique Aventures du 19 avril 1939.

Dans ses mémoires Notre avant-guerre (chapitre 2), Robert Brasillach fait référence à cette affaire. Il raconte comment il perpétua ce canular avec des amis à l'École normale supérieure, menés par Thierry Maulnier, en persuadant un élève albanais nommé Peppo de l'existence des Poldèves.
La biographie du mathématicien imaginaire Nicolas Bourbaki le présente comme « ancien professeur à l'Université royale de Besse-en-Poldavie » (voir plus bas André Weil, 1906-1998).
Le Roi des palaces est un film franco-britannique réalisé par Carmine Gallone, sorti en 1932, dont l’un des personnages est Stanislas CCCXXVI, roi de Poldavie.

L'album de Hergé, Tintin, Le Lotus bleu met en scène un personnage exerçant la fonction de « consul de Poldévie » à Shanghaï ; se trouvant dans une fumerie d'opium (précisément nommée Le Lotus bleu), il est pris pour Tintin et brutalisé par les hommes de Mitsuhirato. La planche concernée parut dans le supplément hebdomadaire Le Petit Vingtième du 22 août 1935,. Dans le même opus une « République poldomoldaque » est aussi citée. La planche concernée parut dans Le Petit Vingtième du 21 mai 1935. 
Dans la série de bande dessinée Les Aventures de Jean Valhardi, le nom de Poldévie désigne, dans les albums Le Rayon super-gamma (1954) et La Machine à conquérir le monde (1956), le pays mettant en œuvre le rayon de la mort.
À la veille de la Seconde Guerre mondiale, le député néo-socialiste Marcel Déat écrit un article dans L'Œuvre intitulé « mourir pour Dantzig ? » dans lequel il affirme que « les paysans français n’ont aucune envie de mourir pour les Poldèves. »
Le roman Pierrot mon ami (1942) de Raymond Queneau évoque une chapelle commémorant la mort par chute de cheval d'un prince poldève.
L'écrivain Marcel Aymé fait référence une fois aux Poldèves (è) et une autre fois à la Poldavie (a) :
- en 1943, l'une des dix nouvelles de son recueil Le Passe-muraille s'intitule : Légende poldève ;
- en 1952, il fait de la Poldavie le lieu de sa pièce La Tête des autres. « Antique nation célèbre par ses tapis, ses églises et ses faïences décorées »[6].

En 1946, l'auteur du Voyage en Absurdie situe la Poldévie, sur une carte illustrant cet ouvrage, entre la Macédoniaque et la Cravatolie.
En 1948, Paul Cuvelier dans la bande dessinée parue par épisode dans le Journal Tintin, La prodigieuse invention du professeur Hyx, met en scène un Poldève.
Arsène Lupin contre Arsène Lupin est un film franco-italien réalisé par Édouard Molinaro, sorti en 1962, dans lequel deux fils de feu Arsène Lupin sont à la recherche du trésor royal de Poldavie.
Dans sa tragédie en alexandrins et en argot Série blême publiée en 1970, le ’pataphysicien Boris Vian fait sauver les survivants d'un accident aérien par des Casques bleus poldèves.
Dans La Belle Hortense (1985), Jacques Roubaud fait allusion à la « cour Poldève », au « régime Poldève », à des « princes Poldèves », etc..
L'obituaire du mathématicien André Weil (1906-1998) mentionne le fait qu'il était membre de l’Académie des sciences et des lettres de Poldavie. Dans une lettre adressée à un collègue, il présente Nicolas Bourbaki comme un ancien conférencier de l'Université royale de Besse, en Poldavie (référant en réalité à un congrès qui eut lieu à Besse-en-Chandesse durant l'été 1935).